# Port lotniczy Kruger Mpumalanga
Port lotniczy Kruger Mpumalanga – międzynarodowy port lotniczy położony na północny wschód od Nelspruit. Jest czwartym co do wielkości portem lotniczym w Republice Południowej Afryki. Obsługuje m.in. pasażerów odwiedzających Park Narodowy Krugera.

## Linie lotnicze i połączenia
| Linia Lotnicza   | Kierunek                                                                          |
| ---------------- | --------------------------------------------------------------------------------- |
| Airlink          | 1. Kapsztad 2. Durban 3. Johannesburg 4. Livingstone 5. Skukuza 6. Victoria Falls |
| Fastjet Zimbabwe | 1. Victoria Falls                                                                 |
| Federal Air      | 1. Phinda 2. Skukuza 3. Timbavati                                                 |
| FlySafair        | 1. Kapsztad                                                                       |

| Drogowe odległości lotniska od atrakcji turystycznych | Drogowe odległości lotniska od atrakcji turystycznych |
| Miejsce                                               | Odległość                                             |
| ----------------------------------------------------- | ----------------------------------------------------- |
| God’s Window                                          | 103 km                                                |
| Bourke's Luck Potholes                                | 126 km                                                |
| Kanion rzeki Blyde                                    | 134 km                                                |
| Sabie                                                 | 65 km                                                 |
| Graskop                                               | 93 km                                                 |
| Pilgrim’s Rest                                        | 103 km                                                |
| Barberton                                             | 62 km                                                 |
| Hazyview                                              | 45 km                                                 |